# Chožov
Obec Chožov se nachází v okrese Louny v Ústeckém kraji. Žije v ní 582 obyvatel. Severovýchodně od vesnice se nachází přírodní památka Třtěnské stráně.

## Historie
První písemná zmínka o Chožově pochází z roku 1057 a nachází se v zakládací listině litoměřické kapituly. Od čtrnáctého století je ve vsi uváděn farní kostel. V roce 1370 byla poprvé zmíněna chožovská tvrz a samotná vesnice byla rozdělena na dva zemanské statky. Dělili se o ně blízce příbuzní Jan a Záviš z Chožova. První je v historických pramenech zmiňován v letech 1370–1394 a druhý v letech 1370–1379. Oba měli v erbu orlici a Závišovi patřily také Bělušice. Záviš měl syny Jindřicha a Božetěcha (Bozděcha), z nichž Jindřich, zvaný též Bělušický, se stal poručníkem nezletilých dětí zemřelého Jana. Loupil ale na silnicích, a král Václav IV. jej proto funkce zbavil a převedl ji na Božetěcha. Po Božetěchově smrti Jindřich roku 1397 daroval lounskému klášteru plat v Chožově.

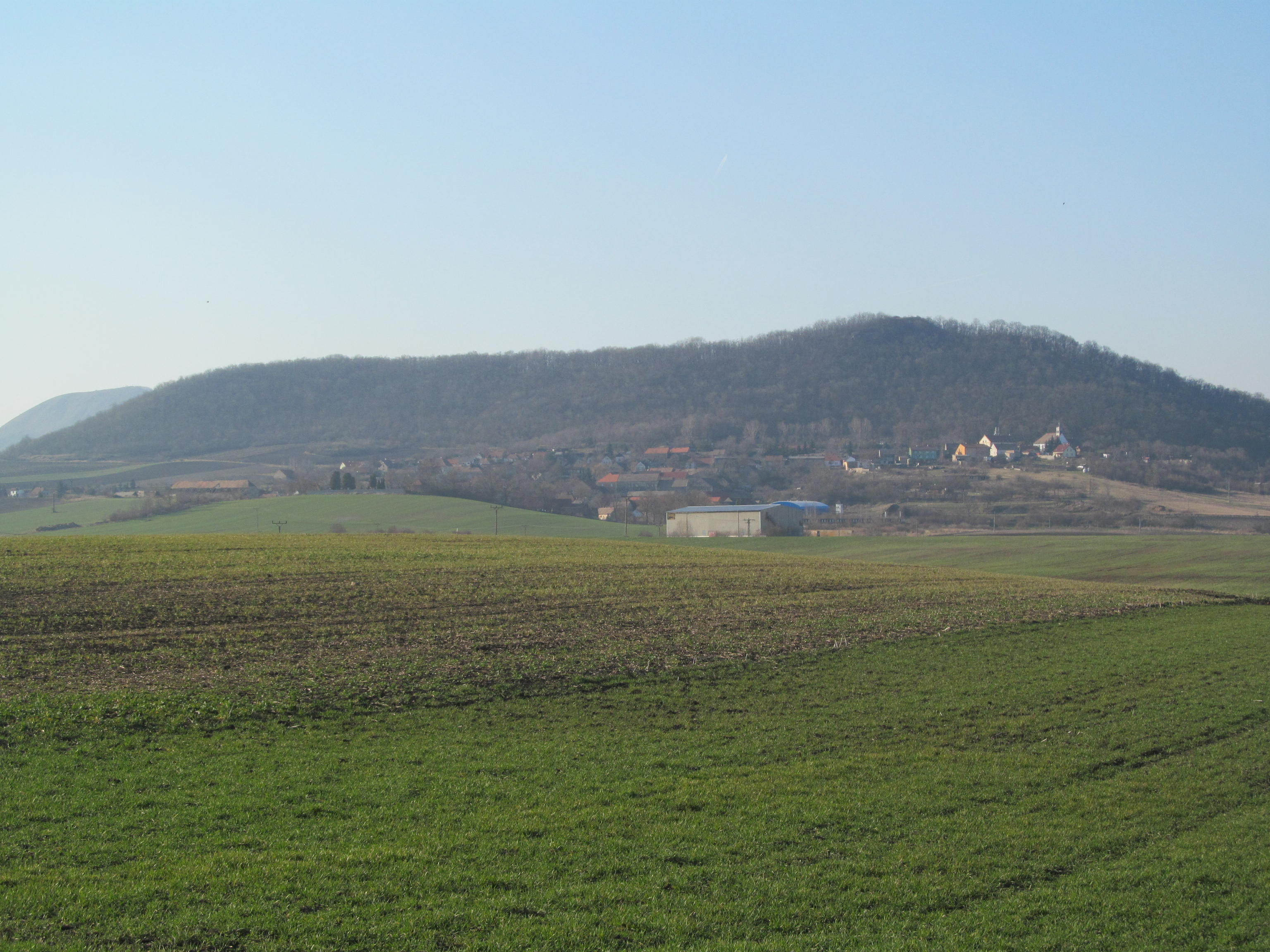
Chožovská hora s Chožovem na úpatí

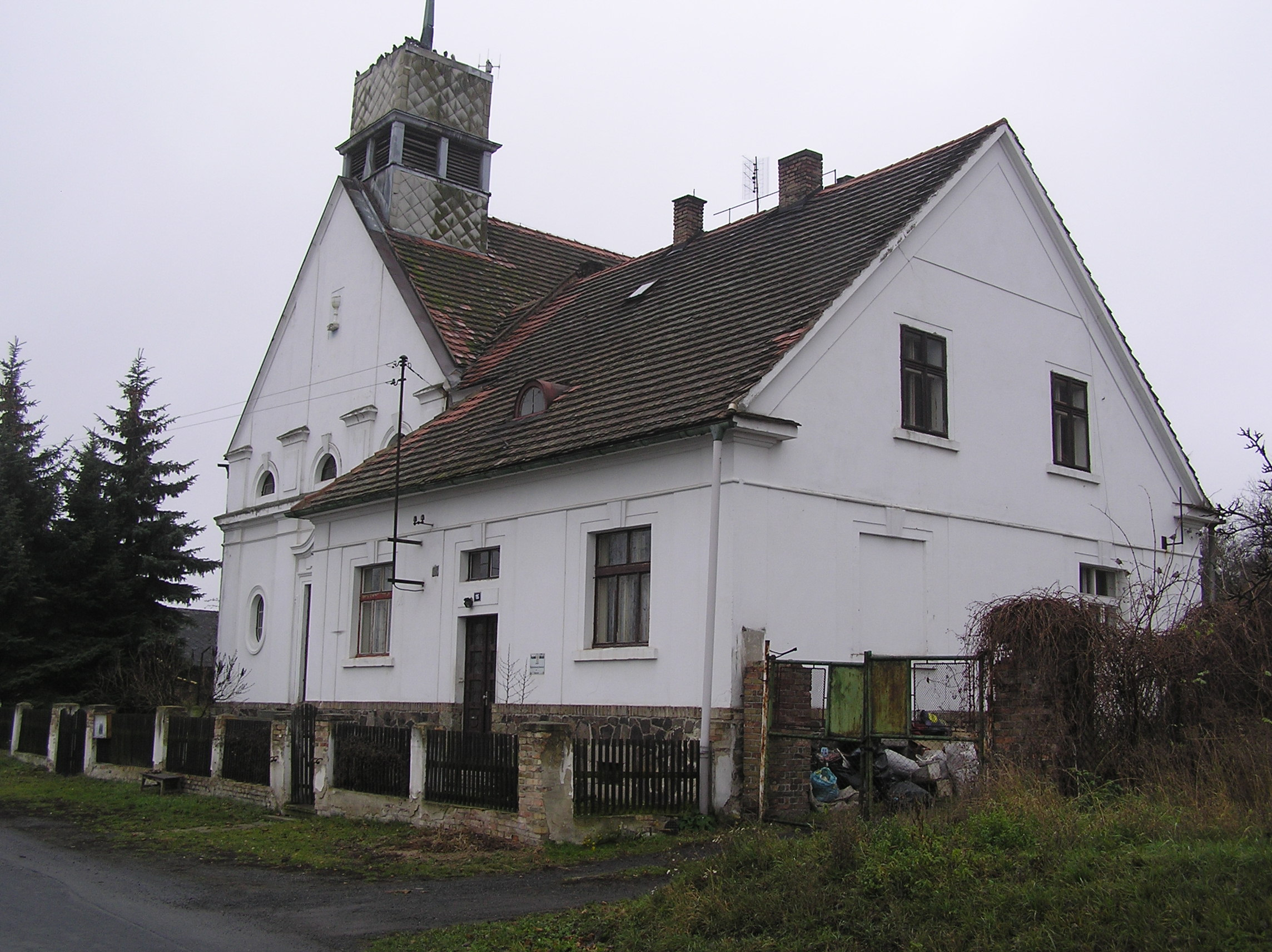
Sbor a fara Církve československé husitské

Janovy děti nejspíše svou část vsi prodaly, protože roku 1408 se o Chožov s Jindřichem dělil Jindřich Kovář ze Strhař. Jindřich Bělušický měl ještě v roce 1416 patronátní právo k chožovskému kostelu, ale roku 1418 už byl mrtev. Na jeho majetek mělo být uplatněno odúmrtní právo, ale vzhledem k vypuknutí husitských válek k tomu nedošlo. Během nich vesnici nejspíš ovládalo město Louny, protože v bitvě u Želenic padlo 22 bojovníků žatecko-lounského svazu z Chožova. K provolání odúmrti po Jindřichovi došlo až v roce 1437. O statek se přihlásili Jan z Hrádku a z Třebívlic a Matěj z Dubce, kteří dokládali své příbuzenství s Jindřichem, ale soud majetek přiřkl Jindřichově dceři Anně, vdově po Hanušovi ze Skalky.
Další dějiny vsi jsou nejasné. Podle Augusta Sedláčka Chožov od té doby až do konce patnáctého století patřil k panství hradu Skalka a tvrz ve vsi zanikla. Na začátku šestnáctého století statek vlastnil Mikuláš Žehrovský z Kolovrat a roku 1504 zastavil část příjmů ze vsi Václavovi ze Svinař a Kateřině Zachrašťanské z Brus. Po Mikulášově smrti koupil jeho část vesnice v roce 1514 Jan Křinecký z Ronova. O pět let později ji zase prodal a dalšími majetkovými přesuny roku 1521 získal Chožov, s výjimkou zastaveného platu, Děpolt z Lobkovic. Od té doby vesnice patřila nejprve k Bílině a později k Duchcovu, Dolnímu Jiřetínu nebo k Vršovicím. Jiná varianta dějin uvádí, že roku 1457 část vsi získal Petr z Chrástu, po něm Bernard Barchanec z Baršova a Mikuláši Žehrovskému tak od roku 1501 patřil pouze jiný díl.

## Obyvatelstvo
| Obec Chožov        | Obec Chožov | Obec Chožov | Obec Chožov | Obec Chožov | Obec Chožov | Obec Chožov | Obec Chožov | Obec Chožov | Obec Chožov | Obec Chožov | Obec Chožov | Obec Chožov | Obec Chožov | Obec Chožov |
|                    | 1869        | 1880        | 1890        | 1900        | 1910        | 1921        | 1930        | 1950        | 1961        | 1970        | 1980        | 1991        | 2001        | 2011        |
| ------------------ | ----------- | ----------- | ----------- | ----------- | ----------- | ----------- | ----------- | ----------- | ----------- | ----------- | ----------- | ----------- | ----------- | ----------- |
| Obyvatelé          | 1 216       | 1 389       | 1 321       | 1 369       | 1 335       | 1 296       | 1 290       | 899         | 819         | 741         | 591         | 513         | 559         | 556         |
| Místní část Chožov |             |             |             |             |             |             |             |             |             |             |             |             |             |             |
| Obyvatelé          | 482         | 575         | 540         | 570         | 570         | 559         | 520         | 408         | 371         | 332         | 293         | 312         | 323         | 320         |
| Domy               | 67          | 91          | 98          | 100         | 101         | 112         | 129         | 132         | 115         | 115         | 96          | 130         | 133         | 136         |

## Části obce
- Chožov
- Mnichovský Týnec
- Třtěno

## Pamětihodnosti
- Kostel svatého Michaela
- Socha Panny Marie – pouze sokl

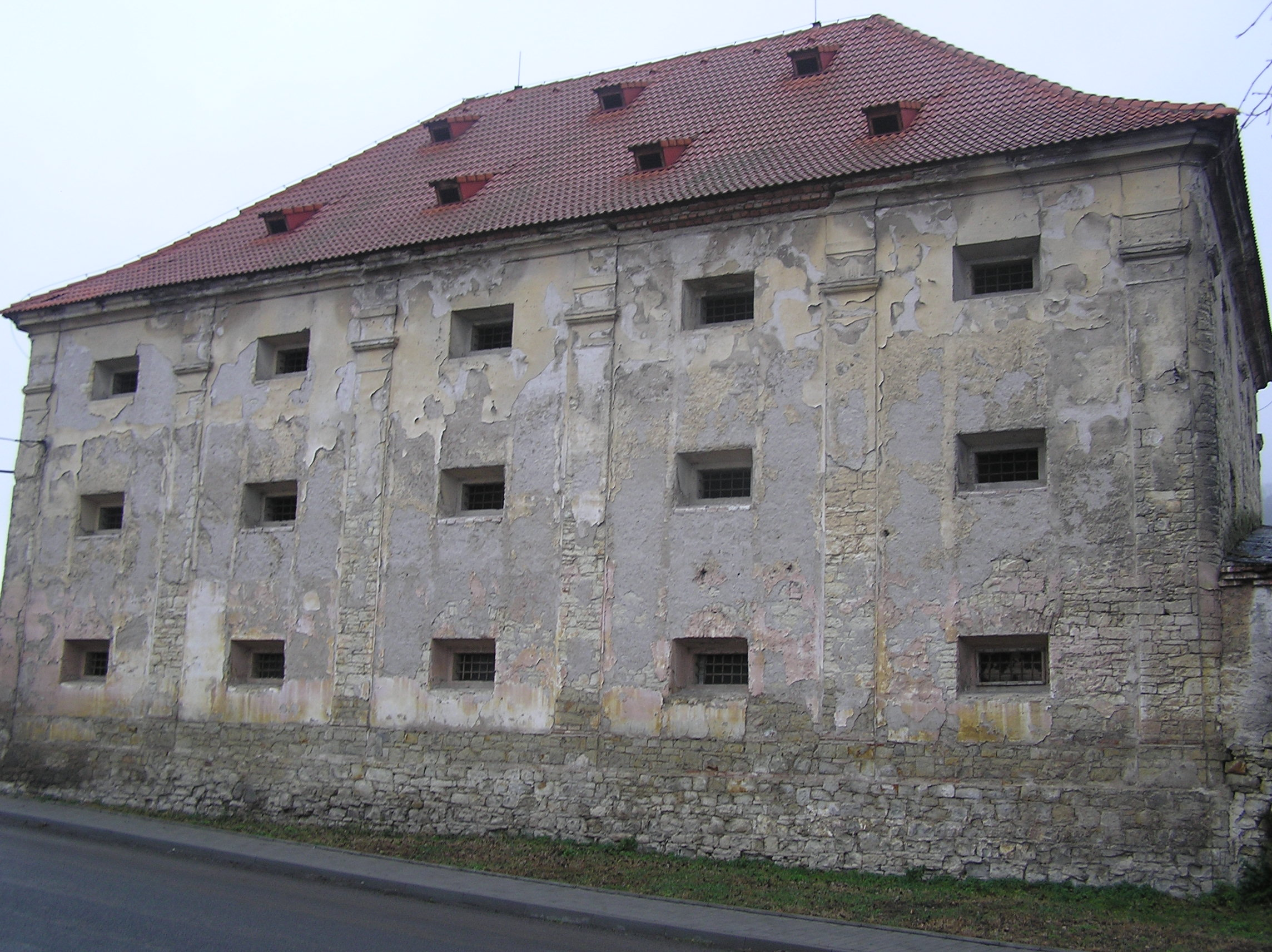
Barokní kontribuční sýpka

- Socha svatého Mikuláše – pouze povalený sokl, leží při cestě na Orasice
- Zemědělský dvůr čp. 22
- Sbor a fara Církve československé husitské – dům čp. 115
- místo dělnických srazů a slavností – nachází se pod Chožovským vrchem
- Chožovská tvrz stávala v sousedství kostela. Zachovalo se z ní sklepení v domě čp. 34 a gotický svorník s erbem orlice, který byl uložen v lounském muzeu.[5]